# Diocesi di Carcabia
La diocesi di Carcabia (in latino Dioecesis Carcabiensis) è una sede soppressa e sede titolare della Chiesa cattolica.

## Storia
Carcabia, nell'odierna Tunisia, è un'antica sede episcopale della provincia romana di Bizacena.
Sono tre i vescovi documentati di Carcabia. Vittoriano partecipò al concilio di Cabarsussi, tenuto nel 393 dai massimianisti, setta dissidente dei Donatisti, e ne firmò gli atti; fu condannato, assieme agli altri vescovi massimianisti, nel concilio donatista di Bagai del 394. I massimianisti sostenevano la candidatura di Massimiano sulla sede di Cartagine, contro quella di Primiano.
Alla conferenza di Cartagine del 411, che vide riuniti assieme i vescovi cattolici e donatisti dell'Africa romana, prese parte il donatista Donaziano; la diocesi in quell'occasione non aveva vescovi cattolici.
Ultimo vescovo noto di Carcabia è Simplicio, il cui nome figura all'84º posto nella lista dei vescovi della Bizacena convocati a Cartagine dal re vandalo Unerico nel 484; Simplicio, come tutti gli altri vescovi cattolici africani, fu condannato all'esilio.
Dal 1933 Carcabia è annoverata tra le sedi vescovili titolari della Chiesa cattolica; dal 2 febbraio 2016 il vescovo titolare è Manuel Nin, O.S.B., esarca apostolico di Grecia.

## Cronotassi

### Vescovi
- Vittoriano † (prima del 393 - 394 deposto) (vescovo donatista)
- Donaziano † (menzionato nel 411) (vescovo donatista)

- Simplicio † (menzionato nel 484)

### Vescovi titolari
- José Lafayette Ferreira Álvares † (26 luglio 1965 - 1º febbraio 1971 nominato vescovo di Bragança Paulista)
- Cláudio Hummes, O.F.M. † (22 marzo 1975 - 29 dicembre 1975 succeduto vescovo di Santo André)
- Vittorio Luigi Mondello (10 dicembre 1977 - 30 luglio 1983 nominato vescovo di Caltagirone)
- Louis Mbwôl-Mpasi, O.M.I. (4 giugno 1984 - 1º settembre 1988 nominato vescovo di Isangi)
- Jusztin Nándor Takács, O.C.D. † (23 dicembre 1988 - 31 marzo 1990 nominato vescovo coadiutore di Székesfehérvár)
- Peter Dubovský, S.I. † (12 gennaio 1991 - 10 aprile 2008 deceduto)
- Dīmītrios Salachas † (23 aprile 2008 - 14 maggio 2012 nominato vescovo titolare di Grazianopoli)
- Borys Gudziak (21 luglio 2012 - 19 gennaio 2013 nominato eparca di San Vladimiro il Grande di Parigi)
- Manuel Nin, O.S.B., dal 2 febbraio 2016